# Одеяние из драгоценных камней
«Одеяние из драгоценных камней» (исп. Manto de Gemas) — художественный фильм мексиканского режиссёра Натальи Лопес Галлардо с Найлеей Норвинд и Хуаном Даниелем Гарсиа Тревиньо в главных ролях. Его премьера состоялась в феврале 2022 года на 72-м Берлинском кинофестивале, где картина получила приз жюри.

## Сюжет
Мексиканка Изабель переезжает с семьёй на материнскую виллу после того, как узнаёт, что мать пропала. Там ей приходится спасать свой брак и помогать служанке, которая связалась с местными бандитами.

## В ролях
- Найлеа Норвинд — Изабель
- Хуан Даниель Гарсиа Тревиньо — Адан
- Антония Оливарес
- Шерлин Завала — Валерия
- Балам Толедо — Бенджамин

## Релиз и оценки
Премьерный показ фильма состоялся 11 февраля 2022 года на 72-м Берлинском кинофестивале. 14 апреля «Одеяние из драгоценных камней» показали на кинофестивале в Стамбуле, 7 июля оно вышло в театральный прокат в Аргентине, 9 марта 2023 года — в Мексике.
«Одеяние» стало дебютным фильмом Галлардо, прежде специализировавшейся на монтаже, и критики заранее говорили о «высочайшем качестве ее картины, скрещивающей литературный психологизм и сомнамбулическую атмосферу провинциальной Мексики». На сайте-агрегаторе отзывов Rotten Tomatoes фильм получил рейтинг 83 % со средней оценкой 7,5 из 10.
Милагрос Амондарай из La Nación увидела в картине обличительный пафос, соседствующий с элементами магического реализма. Питер Брэдшоу из The Guardian отметил качественную операторскую работу. Валери Комплекс из Deadline Hollywood сочла кинематографию «Одеяния» раздражающей. Российский кинокритик Антон Долин назвал «Одеяние из драгоценных камней» «таким же туманным и претенциозным, как его название», и заявил, что картина собрала «все штампы латиноамериканского авторского кино». Тем не менее фильм получил приз жюри.